# Dead or Alive (musikgrupp)
Dead or Alive var en brittisk popgrupp som under 1980-talet blev populär med de Stock Aitken Waterman-producerade singlarna "You Spin Me Round (Like a Record)", "Something In My House", "In Too Deep", "Lover Come Back To Me" och "My Heart Goes Bang (Take Me To The Doctor)".
Gruppen bildades 1980 i Liverpool av sångaren och frontfiguren Pete Burns. De hade kommersiella framgångar på 1980-talet och bestod då av Burns, Mike Percy, Steve Coy och Tim Lever. 2003 gav de ut en ny version av hitsingeln "You Spin Me Round (Like A Record)". Pete Burns avled i en hjärtinfarkt 2016.

## Medlemmar
- Pete Burns – sång (1979–2016; död 2016)
- Martin Healy – keyboard (1979–1983)
- Mick Reid – gitarr (1979–1980)
- Walter Ogden – basgitarr (1979)
- Rob Jones – basgitarr (1979)
- Paul Hornby – trummor (1979)
- Phil Hurst – trummor (1979–1980)
- Pete Lloyd – basgitarr (1980)
- Joe Musker – trummor (1980–1982)
- Sue James – basgitarr (1980–1981)
- Adrian Mitchley – gitarr (1980–1981)
- Mike Percy – basgitarr, gitarr, keyboard (1981–1988)
- Wayne Hussey – gitarr (1981–1984)
- Steve Coy – trummor, keyboard, gitarr, basgitarr (1982–2016; död 2018)
- Sonia Mazumder – bakgrundssång, dans (1982–1984)
- Timothy Lever – keyboard, saxofon, gitarr, sequencer (1983–1988)
- Peter Oxendale – keyboard (1989–1995)
- Jason Alburey – keyboard (1995–2003)
- Dean Bright – keyboard, keytar (1995–2003)

## Diskografi (urval)
Studioalbum
- Sophisticated Boom Boom (1984)
- Youthquake (1985)
- Mad, Bad & Dangerous to Know (1986)
- Nude (1989)
- Fan the Flame (Part 1) (1990)
- Nukleopatra (1995)
- Fragile (2000)

Samlingsalbum
- Rip It Up (1987)
- Evolution - The Hits (2003)
- That's The Way I Like It: The Best Of Dead Or Alive (2010)
- Original Album Classics (2011)

Hyllningsalbum
- Rocket: A Tribute to Dead or Alive (2005) (div. artister)

Singlar (topp 100 på UK Singles Chart)
- "Misty Circles" (1983) (#100)
- "What I Want" (1983) (#88)
- "I'd Do Anything" (1984) (#79)
- "That's the Way (I Like It)" (1984) (#22)
- "What I Want" (återutgåva) (1984) (#87)
- "You Spin Me Round (Like a Record)" (1984) (#1)
- "Lover Come Back to Me" (1985) (#11)
- "In Too Deep" (1985) (#14)
- "My Heart Goes Bang (Get Me to the Doctor)" (1985) (#23)
- "Brand New Lover" (1986) (#31)
- "Something in My House" (1987) (#12)
- "Hooked on Love" (1987 (#69)
- "I'll Save You All My Kisses" (1987) (#78)
- "Turn Around & Count 2 Ten" (1988) (#70)
- "Come Home with Me Baby" (1989) (#62)
- "You Spin Me Round 2003" (2003) (#23)
- "You Spin Me Round (Like a Record)" (återutgåva) (2006) (#5)